# Budislav (Boêmia do Sul)
Budislav é uma comuna checa localizada na região da Boêmia do Sul, distrito de Tábor.